# Margot Kaftal
Margot Kaftal   (Varsòvia, 4 de març de 1873 - Ovada i Itàlia, 11 d'octubre de 1952), nascuda Maria Małgorzata Kazimiera Gustawa Kaftalówna,) fou una soprano polonesa.

## Biografia
Va néixer a Varsòvia, filla d'Izydor Kaftal (1824-1901) i de Felicja Jolles (1844-1907). La mare, que era jueva de Varsòvia, fou la primera periodista de la ciutat. El 1893, mare i filla es van convertir al catolicisme.
Margot va rebre la seva formació vocal a Varsòvia i va ser alumna de la gran prima donna Paulina Lucca a Viena. El 1894 va debutar al teatre de la ciutat de Bremen com a Agatha en Der Freischütz de Carl Maria von Weber. Va romandre contractada en aquest teatre fins al 1896. Del 1896 al 1897 va cantar al teatre d'Szczecin, fent aparicions freqüents a Berlín.
Després del canvi de segle, va reprendre els seus estudis amb la professora Mathilde Marchesi, a París. Al començament de la seva carrera va cantar papers de soprano soubrette (lleugera) del repertori de l'època: Manon de Jules Massenet, Oscar en Un ballo in maschera de Giuseppe Verdi, Nedda en Pagliaci de Ruggero Leoncavallo, Musetta en La Bohème de Giacomo Puccini, Hanna en Straszny dwór (La casa embruixada) d'Stanisław Moniuszko i Madama Butterfly de Puccini. Més tard, va afegir al seu repertori papers dramàtics de soprano com ara el d'Aida de l'òpera homònima de Verdi, Amelia de Un ballo in maschera, el de Tosca de Puccini, Isolda de Tristan und Isolde de Richard Wagner, Brünnhilde en Der Ring des Nibelungen de Wagner i Kundry de Parsifal de Wagner.
Des de principis de segle, va oferir actuacions de gran èxit a l'Òpera de Zúric (1900), a Berlín (1902), a Viena (1903), a l'Òpera Nacional de Varsòvia (1901-10, gairebé cada any), a l'Òpera de Lviv (1905), a l'Òpera de Kíev (1906) i principalment a escenaris italians. El 1905 va participar en l'estrena mundial de l'òpera Vita Bretonne de Leopoldo Mugnone al Teatre San Carlo de Nàpols. El 1907 va aparèixer al Teatro Costanzi de Roma, les temporades 1908-09, 1921 i 1922 a Gènova, el 1909 a Parma i 1912 a Trieste.
El 1909 va aparèixer al Teatre Carlo Felice de Gènova en l'estrena mundial de l'òpera Il Principe Zilah de Franco Alfano. El 1910 va cantar Brünnhilde a Die Walküre de Wagner a La Scala de Milà i el 1914 Kundry a Parsifal. El 1907-08 i el 1913 cantà al Gran Teatre del Liceu de Barcelona, el 1909 a l'Òpera d'Odessa, el 1905 i el 1921 al Teatre San Carlo de Nàpols.
Al Gran Teatre del Liceu debutà amb Die Walküre, el 30 de novembre de 1907, en una representació a la qual feia també la seva primera aparició al teatre la soprano Lina Pasini-Vitale, sota la direcció musical de Willibald Kaehler. En aquest teatre va participar, entre altres òperes, en la important estrena, primera fora de Bayreuth, de Parsifal de Wagner, el 31 de desembre de 1913.
Durant els anys de la Primera Guerra Mundial va aparèixer principalment a l'Òpera de Varsòvia, on també va aparèixer sovint entre 1922 i 1928, any en què es va acomiadar dels escenaris. Va donar llavors classes de cant. L'any 1939, a conseqüència de la invasió alemanya de Polònia que desfermà la Segona Guerra Mundial, Margot es va establir a la ciutat italiana d'Ovada, on va morir el 1952.
L'any 2002, en el cinquantenari de la seva mort, es va organitzar un homenatge a la cantant a la ciutat italiana d'Ovada.